# Road (álbum)
Road es el décimo álbum de estudio del músico estadounidense Johnny Rivers. Fue publicado en abril de 1974 a través del sello discográfico Atlantic Records.

## Grabación y producción
Coproducido junto con Bob Montgomery, Road se grabó en dos estudios diferentes. Jerry Masters se desempeñó como ingeniero de audio en las sesiones del álbum en Muscle Shoals, en Muscle Shoals, Alabama; allí Rivers grabó las canciones «Sitting in Limbo» y «Breath». El resto de las canciones fueron grabadas por Ernie Winfrey en The Sound Shop, en Nashville, Tennessee.
Las canciones grabadas en Muscle Shoals fueron mezcladas por Winfrey en The Sound Shop, en Nashville, mientras que el resto de las canciones grabadas en The Sound Shop fueron mezcladas por Hank Cicalo en Sound Labs, en Hollywood, California, con la excepción de «Six Days on the Road», que fue mezclada por Joe Sidore.

## Recepción de la crítica
Billboard lo nombró una selección “Spotlight” y un crítico no especificado indicó: “Después de una década de éxitos y de crear música comercialmente excelente, Rivers ciertamente parece listo para comenzar otros 10 años de lo mismo”. Un escritor no especificado de Record World le otorgó el certificado de “Hit of the Week”, y lo calificó como “pop puro con un toque de sabor country, lo que lo convierte en un debut delicioso”. Un escritor no especificado de la revista Cash Box escribió: “Johnny Rivers se ha convertido en uno de los vocalistas más populares de Estados Unidos por una buena razón, como lo descubrirá fácilmente al escuchar su último LP, lleno de melodías escritas por excelentes escritores jóvenes y un par de astutos veteranos”.

## Lista de canciones
| Lado uno |                         |                                     |          |  |
| N.º      | Título                  | Escritor(es)                        | Duración |  |
| 1.       | «Lights in the Highway» | Mark Bookin Michael DeTemple        | 3:11     |  |
| 2.       | «Wait a Minute»         | Herb Pedersen Nikki Pedersen        | 4:18     |  |
| 3.       | «Geronimo's Cadillac»   | Michael Murphey Charles John Quarto | 3:32     |  |
| 4.       | «I Like Your Music»     | Sonny Curtis                        | 3:29     |  |
| 5.       | «Sitting in Limbo»      | Jimmy Cliff Guilly Bright           | 4:29     |  |

| Lado dos |                                   |                                  |          |  |
| N.º      | Título                            | Escritor(es)                     | Duración |  |
| 1.       | «Six Days on the Road»            | Carl Montgomery Earl Green       | 3:03     |  |
| 2.       | «See You Then»                    | Jimmy Webb                       | 4:03     |  |
| 3.       | «A Good Love Is Like a Good Song» | Casey Kelly                      | 3:39     |  |
| 4.       | «Artists and Poets»               | Johnny Rivers Michael Georgiades | 3:56     |  |
| 5.       | «Breath»                          | Georgiades                       | 4:08     |  |

## Créditos y personal
Créditos adaptados desde las notas de álbum de Road.
Músicos
- Reggie Young – guitarra acústica y eléctrica en todas las canciones excepto «Sitting in Limbo» y «Breath»
- Mike Leech – bajo eléctrico en todas las canciones excepto «Sitting in Limbo» y «Breath»
- Ron Oates – teclados en todas las canciones excepto «Sitting in Limbo» y «Breath»
- Jerry Carrigan – batería en todas las canciones excepto «Sitting in Limbo» y «Breath»
- John Reid – guitarra acústica en todas las canciones excepto «Sitting in Limbo» y «Breath»
- Bobbe Seymour – steel guitar, dobro en todas las canciones excepto «Sitting in Limbo» y «Breath»
- Roger Hawkins – batería, percusión en «Sitting in Limbo» y «Breath»
- David Hood – bajo eléctrico en «Sitting in Limbo» y «Breath»
- Barry Beckett – piano en «Sitting in Limbo» y «Breath»
- Pete Carr – guitarra acústica y eléctrica en «Sitting in Limbo» y «Breath»
- Jimmy Johnson – guitarra en «Sitting in Limbo» y «Breath»

Personal técnico
- Johnny Rivers – productor
- Bob Montgomery – productor
- Ernie Winfrey – ingeniero de audio en todas las canciones excepto «Sitting in Limbo» y «Breath», mezclas en «Sitting in Limbo» y «Breath»
- Jerry Masters – ingeniero de audio en «Sitting in Limbo» y «Breath»
- Hank Cicalo – mezclas en todas las canciones excepto «Sitting in Limbo», «Six Days on the Road» y «Breath»
- Joe Sidore – mezclas en «Six Days on the Road»
- David Larkham – director artístico, diseño

## Posicionamiento
| Gráfica (1974)                | Pico de posición |
| ----------------------------- | ---------------- |
| Australia (Kent Music Report) | 26               |